# Distrito de Metz-Villa
El distrito de Metz-Ville (en francés arrondissement de Metz-Ville) era una división administrativa francesa, que estaba situado en el departamento de Mosela, de la región de Lorena. Contaba con 4 cantones y 1 comuna.

## Supresión del distrito
El gobierno francés decidió en su decreto ministerial n.º 2014-1721, de 29 de diciembre de 2014, suprimir los distritos de Boulay-Moselle, Château-Salins, Metz-Campiña y Thionville-Oeste, y sumarlos a los distritos de Forbach, Sarrebourg, Metz-Ville y Thionville-Este respectivamente, a fecha efectiva de 1 de enero de 2015, excepto el caso de los distritos de Château-Salins y Sarrebourg que lo fueron a fecha efectiva de 1 de enero de 2016.
Con la unión del distrito de Metz-Ville y el distrito de Metz-Campiña, se formó el nuevo distrito de Metz.

## División territorial

### Cantones
Los cantones del distrito de Metz-Villa eran:
1. Metz-Villa-1
2. Metz-Villa-2
3. Metz-Villa-3
4. Metz-Villa-4

### Comunas
Los comuna, con sus código, del distrito de Metz-Ville era:
1. Metz (57463)